# Shijōnawate (Osaka)
Shijōnawate (四條畷市 Shijōnawate-shi?) es una ciudad localizada en la prefectura de Osaka, Japón. En julio de 2019 tenía una población estimada de 55.393 habitantes y una densidad de población de 2.964 personas por km². Su área total es de 18,69 km².

## Geografía

### Localidades circundantes
- Prefectura de Osaka
  - Neyagawa
  - Katano
  - Daitō
- Prefectura de Nara
  - Ikoma

## Demografía
Según datos del censo japonés, la población de Shijōnawate se ha mantenido estable en los últimos años.
| Año del censo | Población |
| ------------- | --------- |
| 1995          | 53.763    |
| 2000          | 55.136    |
| 2005          | 57.342    |
| 2010          | 57.554    |
| 2015          | 56.075    |